# Его стања
Его стање, према трансакционим аналитичарима, представља саставни дио сваке личности. Личност се састоји од три его стања: Родитељ, Одрасли и Дијете. 
Его стање родитељ представља скуп мисли, осјећаја и понашања које су научили или „позајмили” од својих родитеља или других важних личности из дјетињства. Ово его стање може имати двије функције. Један дио може бити њежан, пун љубави и подршке, назива се Његујући родитељ. Друга страна его стања родитеља се зове Критички родитељ. Овај дио наше личности садржи мисли, осјећања и вјеровања које смо научили од наших родитеља.
Его стање које даје одговор на "овде и сада" је Одрасли, дакле, овај дио особе се бави обрадом података, види, чује, мисли и може да дође до рјешења проблема заснованих на чињеницама, а не да унаприед суди о нечему.
Дијете је дио личности које је сједиште емоција, мисли, сјећања и осјећања које имамо о себи из дјетињства.У овом его стању, дијете носи сва искуства која има. Овај дио личности је такође одговоран за неке специфичне дјетињасте реакције одраслих. Его стање Дијете се може подијелити на два дијела: слободно (природно) и адаптирано дијете. Слободну дјецу карактеришу спонтана осјећања и понашања. Код одраслих Слободно дијете се изражава кроз креативност, жељу за забавом, хумор итд. Адаптирано дијете је дио особе која је научила да дјелује у складу са родитељским порукама које је појединац примао током свог одрастања. У неким ситуацијама, особа која се суочава са забранама или ограничењима родитеља, умјесто да се понаша у складу са њима, она их се плаши. Овај део личности се назива Бунтовно дијете и одражава се у типичној непослушности. Међутим, ово је још увијек одговор на родитељске поруке, само је особа пронашла начин за одређени вид личне адаптације.